# Joseph Moingt
Joseph Moingt (Salbris, 19 novembre 1915 – Parigi, 28 luglio 2020) è stato un presbitero e teologo francese, specializzato nell'ambito della cristologia.

## Biografia
Nel 1938 fu ammesso nella Compagnia di Gesù, all'età di 23 anni. Lo scoppio della seconda guerra mondiale gli impedì di terminare il noviziato, obbligandolo ad arruolarsi nell'esercito. Trascorse la maggior del tempo all'interno di campi di prigionia tedeschi per sottufficiali installati in Svevia e in Polonia. Finita la guerra, completò il noviziato al Collegio San Michele di Laval e nel 1949 ricevette l'ordinazione sacerdotale..
Dopo aver frequentato il biennio di filosofia a Villefranche-sur-Saône, proseguì gli studi con il corso di laurea quadriennale in teologia presso la Facoltà Gesuitica di Fourvière, nella quale veniva insegnata la Nouvelle Théologie negli anni antecedenti il Concilio Vaticano II.
Nel 1955, si laureò all'Istituto cattolico di Parigi con la tesi intitolata Théologie trinitaire de Tertullien ("La teologia trinitaria di Tertulliano"), redatta con la supervisione del teologo Jean Daniélou e pubblicata nel 1966 in quattro volumi. Appena laureato, incominciò a collaborare con Henri de Lubac, all'epoca docente all'Istituto Cattolico di Lione, alle ricerche su san Cirillo di Alessandria.

Nominato nel 1956 docente di teologia alla Facoltà Gesuitica di Fourvière, a Lione, due anni più tardi divenne responsabile del programma di corsi serali in Cristologia per laici avviati dall'Istituto Cattolico di Parigi, dopo essersi perfezionato all'École pratique des hautes études. Nello stesso anno assunse la direzione della rivista gesuitica Recherches de science religieuse, trimestrale di storia delle religioni fondato nel 1910 da Léonce de Grandmaison.
Già docente a Chantilly nell'ambito della cosiddetta "Scolastica della Compagnia di Gesù", dal 1974 divenne professore al Centre Sèvres di Parigi, nato dalla fusione della Facoltà Teologica di Fourvière con la Facoltà di Filosofia di Chantilly.
Nel 1980, all'età di 65 anni, si ritirò dall'Istituto Cattolico, ma non interruppe l'attività di insegnante e ricercatore al Centre Sèvres. Le pubblicazioni anzi si moltiplicarono, a partire dal volume divulgativo La Plus Belle Histoire de Dieu scritto con lo storico Jean Bottéro e con il rabbino Marc-Alain Ouaknin, che ottenne una tiratura superiore alle 120 000 copie.
Il 19 novembre 2015 festeggiò il centenario della nascita.

## Premi e riconoscimenti
- 2015: premio "Georges Grente", conferito dall'Académie française.